# Limerick County
Limerick County is een kiesdistrict in Ierland dat gebruikt wordt voor verkiezingen voor Dáil Éireann, het lagerhuis van het Ierse parlement. Het district omvat de gebieden in het graafschap die geen deel uitmaken van het kiesdistrict Limerick City. Het werd gevormd in 2013 voor de verkiezingen van 2016. Het vervangt grotendeels het kiesdistrict Limerick West, dat in 2011 eenmalig deel uitmaakte van het kiesdistrict Kerry North & West Limerick. Het district kiest 3 leden voor Dáil Éireann.
Bij de verkiezingen in 2016 koos in Limerick County 1 lid van Fianna Fáil en 2 van Fine Gael.

## Referendum
Bij het abortusreferendum in 2018 stemde in het kiesdistrict 58,1% van de opgekomen kiezers voor afschaffing van het abortusverbod in de grondwet.